# León Schröder
León Schröder (* 1987 in Frankfurt am Main) ist ein deutscher Schauspieler.

## Leben
León Schröder absolvierte sein Schauspielstudium von 2007 bis Oktober 2011 an der Universität der Künste Berlin. Während seines Studiums hatte er erste Engagements am Deutschen Theater Berlin und am Maxim-Gorki-Theater. Außerdem gastierte er von April bis Juni 2011 an den Schauspielbühnen Stuttgart als Damis in Tartuffe.
Sein erstes Festengagement erhielt er anschließend für die Spielzeit 2011/12 am Jungen Theater Göttingen, wo er u. a. in Dea Lohers Fremdes Haus auftrat. Es folgten Theaterengagements an verschiedenen Berliner Bühnen (Deutsches Theater, Maxim-Gorki-Theater). 2014 produzierte und spielte er in einer Kooperation des Maxim-Gorki-Theaters mit der Rütli-Schule in Berlin das Klassenzimmerstück Die Leiden des jungen Werther, wozu parallel ein Video-Blog auf YouTube entstand. Zwischen 2014 und 2017 trat er in mehreren Inszenierungen am Hans-Otto-Theater in Potsdam auf. Von März bis Juli 2016 spielte er den Benedikt in Viel Lärm um nichts an den Schauspielbühnen Stuttgart. 2017 trat er am Ballhaus Ost auf. Von April bis Juni 2018 spielte er an den Schauspielbühnen Stuttgart an der Seite von Uta-Maria Schütze  die Rollen August von Goethe und Werther in der Produktion Lotte in Weimar.
Schröder stand auch für einige Film- und TV-Produktionen vor der Kamera. Er wirkte in mehreren Kurzfilmen mit. In der 8. Staffel der ZDF-Serie SOKO Wismar (2012) übernahm er eine der Episodenrollen als Rettungsschwimmer Nikolaus Langer. Für seine weitere Filmrollen besuchte er im Frühjahr und Sommer 2019 das Susan Batson Studio in New York und das Ivana Chubbuck Studio in Los Angeles.
In der 14. Staffel der ZDF-Serie SOKO Stuttgart (2022) war er in einer Episodenrolle als ehemaliger Türsteher Gerrit Goosens, der eine „Rotlicht“-Bar übernehmen möchte, zu sehen.
In Rosa von Praunheims Dokudrama Dreißig Jahre an der Peitsche (2024) übernahm er die männliche Hauptrolle.
León Schröder lebt in Berlin.

## Filmografie (Auswahl)
- 2010: Die Farbe
- 2012: SOKO Wismar: Tod eines Rettungsschwimmers (Fernsehserie, eine Folge)
- 2013: Stil und Stehlen (Kurzfilm)
- 2019: Know Your Enemy (Kurzfilm)
- 2019: Betrunkene Bäume (Kurzfilm)
- 2022: SOKO Stuttgart: Vergissmeinnicht (Fernsehserie, eine Folge)
- 2024: Gute Zeiten, schlechte Zeiten (Fernsehserie)
- 2024: Dreißig Jahre an der Peitsche